# 장동훈 (기업인)
장동훈(1958년 2월 1일 ~ 2024년 7월 1일)은 대한민국의 기업인인이다.

## 학력
- 서울대학교 미술대학 (응용미술학 / 학사)
- 서울대학교 대학원 (시각디자인학 / 석사)
- 시카고 대학교 (멀티미디어학 / 석사)

## 약력
- 울산대학교 시각디자인과 전임강사
- 이화여자대학교 디자인학부 부교수
- 이화여자대학교 대학원 디자털미디어학부 학부장
- 이화여자대학교 디자인학부 교수
- 삼성전자 무선사업부 디자인팀 상무
- 삼성전자 무선사업부 상품전략팀 전무
- 삼성전자 무선사업부 디자인팀장 (부사장)
- 삼성전자 디자인경영센터 디자인전략팀장 (부사장)
- 삼성디자인교육원(SADI) 원장
- 2017 광주디자인비엔날레 총감독

## 생애
그는 1987년~1989년 울산대학교 시각디자인과 전임강사로 있으면서 1988년 서울올림픽 레이저쇼를 기획·연출했다. 1994년에는 국립민속박물관 멀티미디어안내시스템을 개발했다.
1990년대 삼성전자, 현대자동차 등 기업 웹사이트를 디자인하기도 했다. 이화여대 정보디자인과 교수로 있던 중 2006년 삼성전자 디자인팀 UX파트장(상무)으로 합류했다.
이건희 삼성그룹 회장이 2005년 밀라노에서 디자인 전략회의를 열고 '제2혁명'을 주문한 직후였다. 최초의 터치폰인 햅틱 시리즈부터 갤럭시노트, 갤럭시탭과 스마트폰 중 갤럭시S3 디자인과 사용자경험(UX)을 총괄하며 2010년 무선상품전략팀 상무부터 시작해 2012년 부사장으로 승진했다.
그렇게 그는 삼성 갤럭시S폰 성공 신화의 주역으로 꼽힌다. 2010년 자랑스런 삼성인상, 2011년 동탑산업훈장을 받았다. 2013년 미국 정보기술(IT) 전문 잡지 패스트컴퍼니가 선정한 2013년 가장 창조적인 인물 100인 가운데 2위에 오르기도 했다.
2014년 갤럭시S5 뒷면 디자인 논란으로 물러난 뒤 2016∼2018년 삼성디자인교육원(SADI)[3] 원장, 2016∼2017년 2017 광주디자인비엔날레 총감독을 지냈다.

### 사망
2024년 7월 1일 오전 6시 지병으로 세상을 떠났다.